# Pädagog
Das Pädagog (auch: Altes Pädagog) war eine Lateinschule in Darmstadt.

## Architektur und Geschichte
Das Pädagog war die älteste Höhere Schule in Darmstadt.
Der Renaissancebau wurde in den Jahren 1627 bis 1629 von Seyfried Pfannmüller und Jakob Müller im Auftrag von Landgraf Georg II. als Lateinschule (Ludwig-Georgs-Gymnasium) errichtet.
Das Gebäude stand auf dem Gelände des Frankensteiner Stadthofs, unmittelbar an der alten Stadtmauer. Im Erdgeschoss war die Dienstwohnung des Direktors. In den Obergeschossen befanden sich die vier Klassenräume, eine Bibliothek, das Musikzimmer und eine Aula. Die ausgebauten Zwerchgiebel nahmen Kammern für weitere Lehrer auf.
Ende des 18. Jahrhunderts wurde das ursprünglich dreigeschossige Schulgebäude um ein Geschoss aufgestockt und die Giebeleinfassung auf der Nordseite vereinfacht. Der Wehrgang der Stadtmauer, der ursprünglich durch den ersten Stock des Gebäudes verlief, wurde abgebrochen.
1831 zog das Gymnasium in das freigewordene nahegelegene Waisenhaus. Das baufällige Pädagog wurde durch Georg Moller instand gesetzt und 1843 von der Stadt erworben, die dort mehrere Knabenschulklassen unterbrachte.
Seit dem Jahr 1879 diente das Pädagog als Vorschule des Alten Realgymnasiums, dem heutigen Ludwig-Georgs-Gymnasium.
Ab dem Jahr 1936 befand sich im Pädagog das erweiterte Stadtmuseum.
Im Zweiten Weltkrieg wurde das Gebäude weitestgehend zerstört und die musealen Bestände größtenteils vernichtet. Nur der Turm, der Sockel und das Wappen über der Kellertür sind bis heute im originalen Zustand erhalten.
Das übrige Gebäude wurde zwischen 1980 und 1984 nach originalem Vorbild wieder aufgebaut.

## Das Pädagog heute
Das Pädagog wird von der Volkshochschule und mehreren anderen Schulen genutzt.
In der Turmspitze hat die Vereinigung Darmstadtia e. V. (ehemals „Schützt Darmstadt“) ihren Sitz.
Im Keller des Pädagogs befindet sich das TIP (Theater im Pädagog).

## Sonstiges

### Brunnen
Auf dem Vorplatz des Pädagogs steht ein runder gotischer Brunnen unbekannter Herkunft mit einem halbrunden figürlich reliefierten Brunnenbecken von einem ehemaligen Gefallenendenkmal.

### Darmstadtia
Die Originalfigur der Darmstadtia, eine von Johann Baptist Scholl dem Jüngeren aus gelbem Sandstein gemeißelte Schutzpatronin der Stadt befand sich im Keller des Gebäudes. Die Figur, auch Hassia (latinisiert von Hessen) genannt, stand von 1864 bis 1905 auf dem Platz des Bismarckdenkmals am Ludwigsplatz danach auf dem Taunusplatz. Ebenso wie Bismarck bis heute, krönte die Hassia einen Brunnen. Heute befindet sich die Darmstadtia im Darmstadtium.

### Bronzereliefs
An der Fassade des Pädagogs befinden sich vier Bronzereliefs, die an Georg Büchner, Georg Christoph Lichtenberg, Justus von Liebig und Ernst Elias Niebergall erinnern.

### Schüler
- Johann Conrad Lichtenberg (1689–1751), evangelischer Theologe, Generalsuperintendent, Baumeister und Librettist.
- Georg Christoph Lichtenberg (1742–1799),  Physiker, Mathematiker, Naturforscher und Schriftsteller
- Heinrich Philipp Carl Boßler (1744–1812), Hofkupferstecher, Münzgraveur, bedeutender Musikverleger und Impresario der Mariane Kirchgeßner
- Johann Valentin Klein (1787–1861), Theologe, Philosoph, Pädagoge und Bibliothekar.

## Bildergalerie

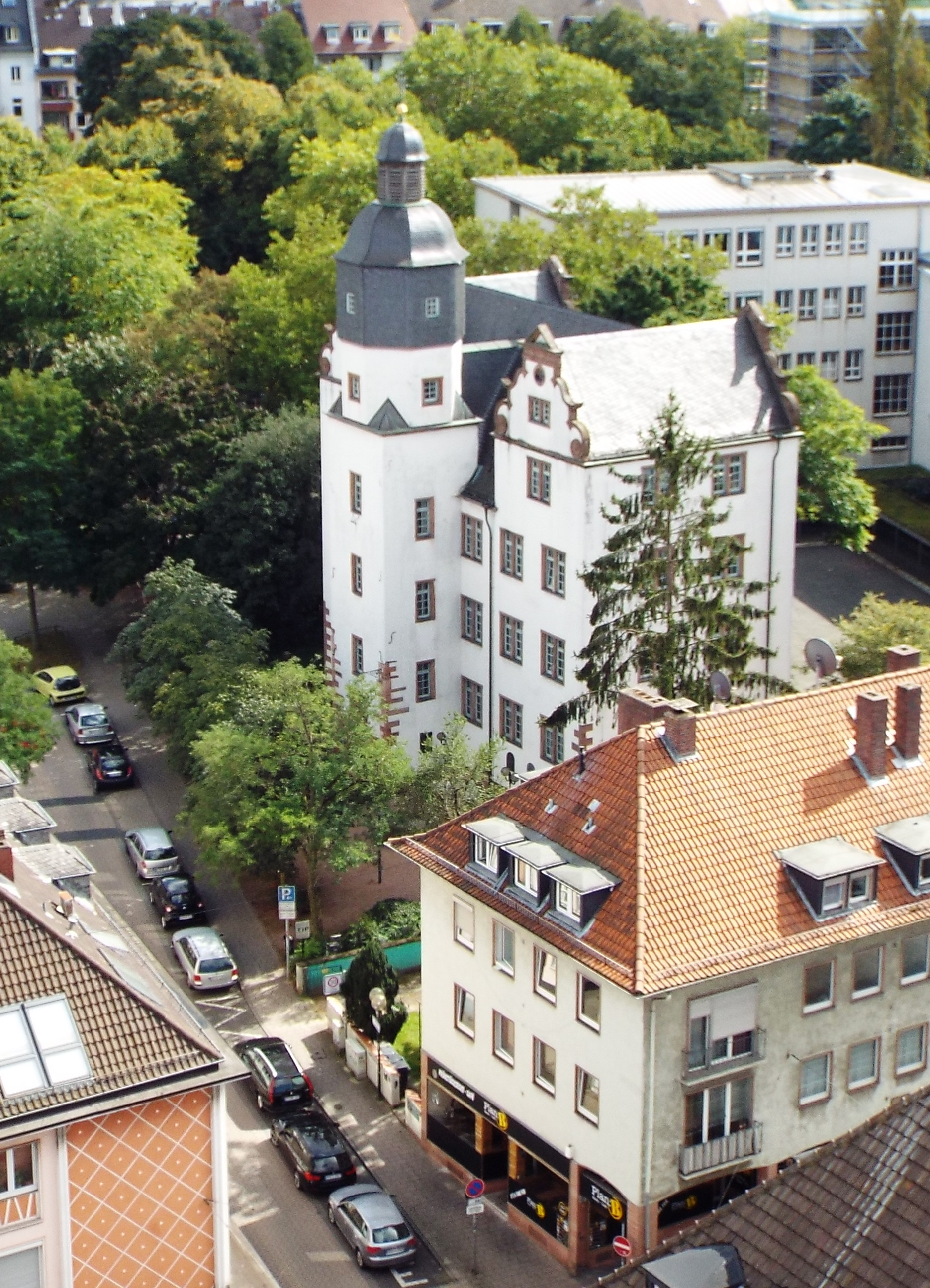
Darmstadt Pädagog (2017)
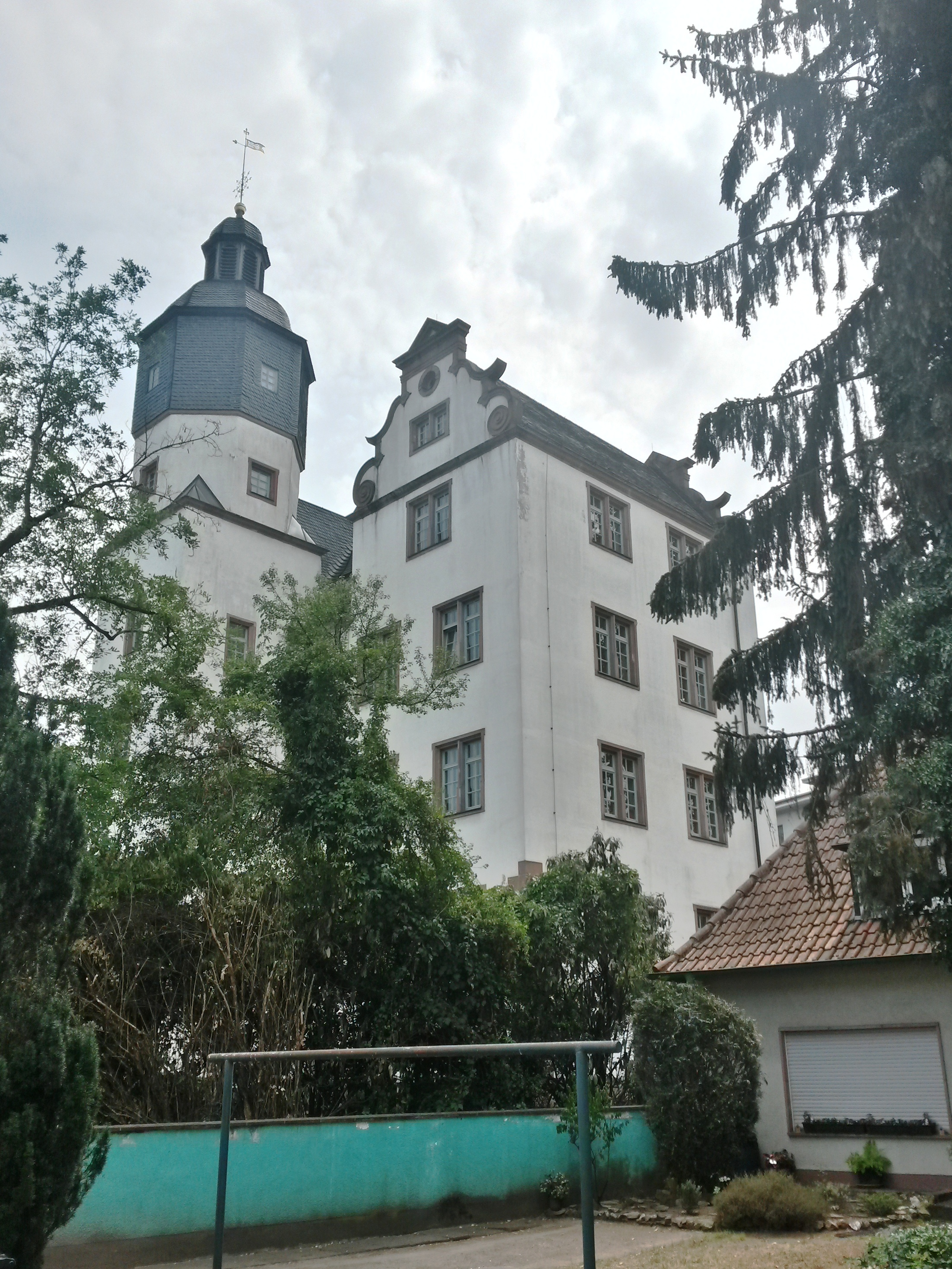
Pädagog (2015)
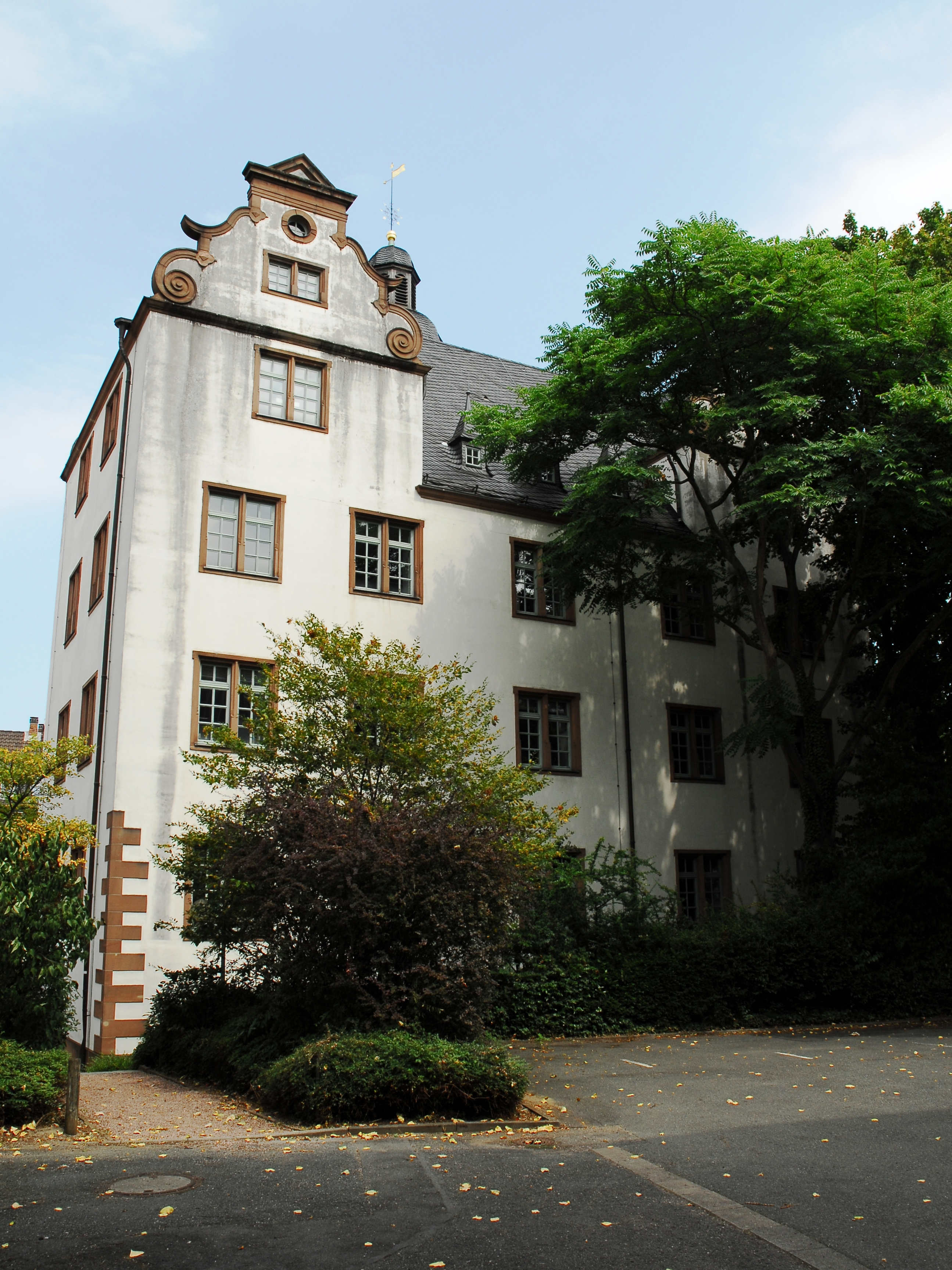
Pädagog (2015)
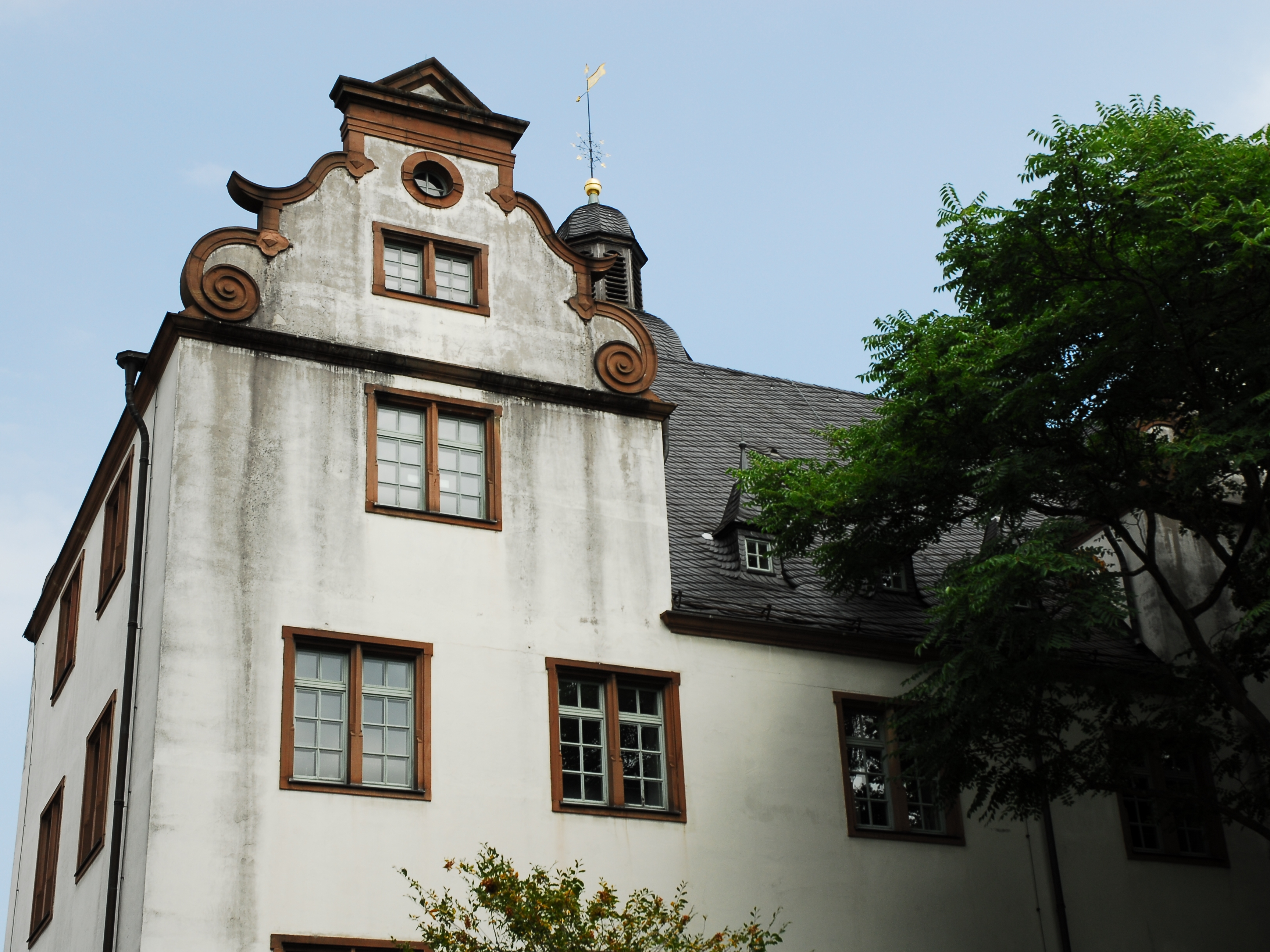
Pädagog (2015)
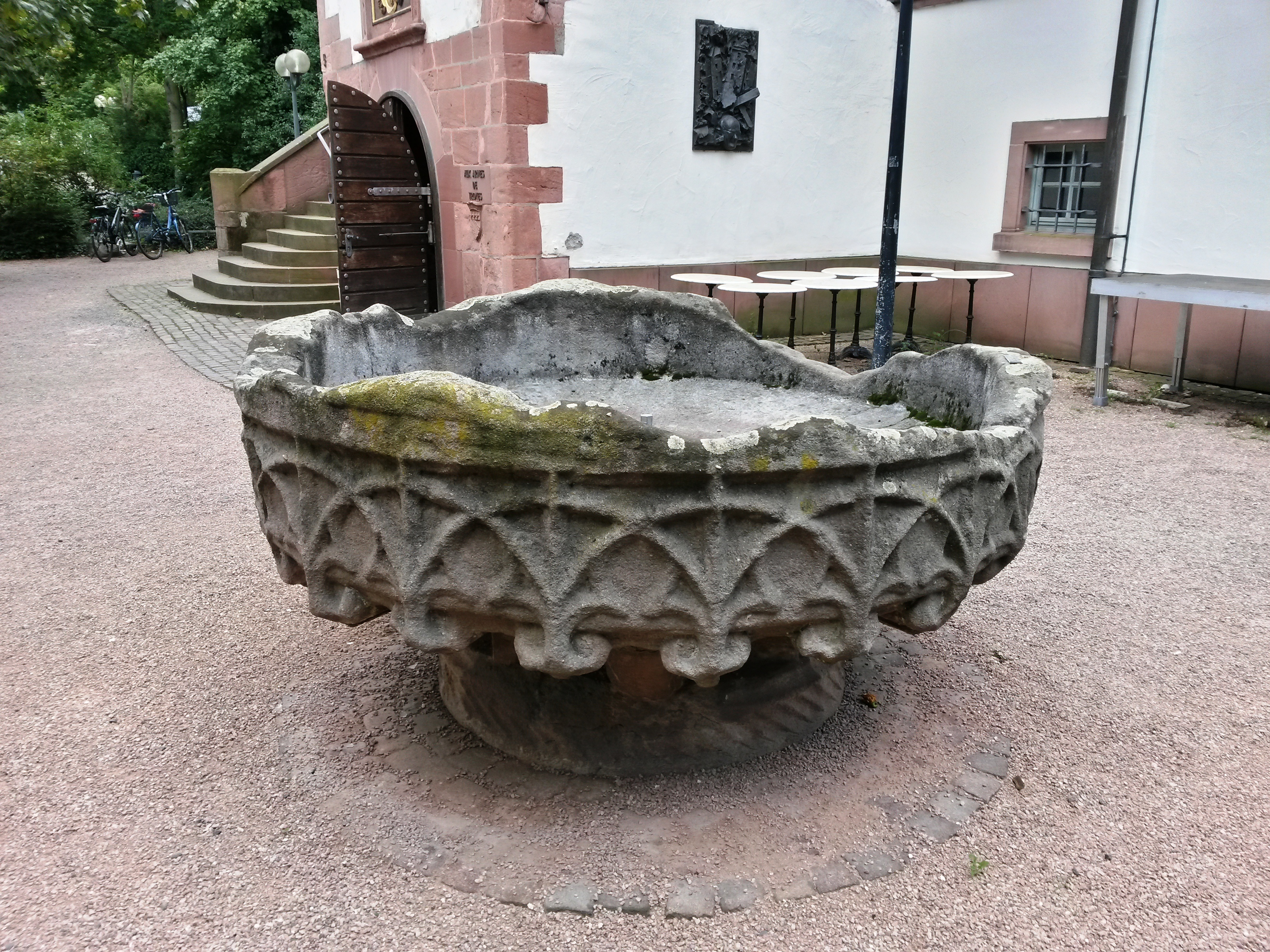
Brunnen vor dem Pädagog (2015)